# USS Oscar Austin (DDG-79)
El USS Oscar Austin (DDG-79) es un destructor de la clase Arleigh Burke de la US Navy. Fue puesto en gradas en 1997, botado en 1998 y asignado en el año 2000. Su nombre honra al marine Oscar P. Austin, caído en acción en febrero de 1969 durante la guerra de Vietnam, que recibió póstumamente el más alto honor militar de su nación, la Medalla de Honor , por su heroísmo y el sacrificio de su propia vida en Vietnam.

## Construcción

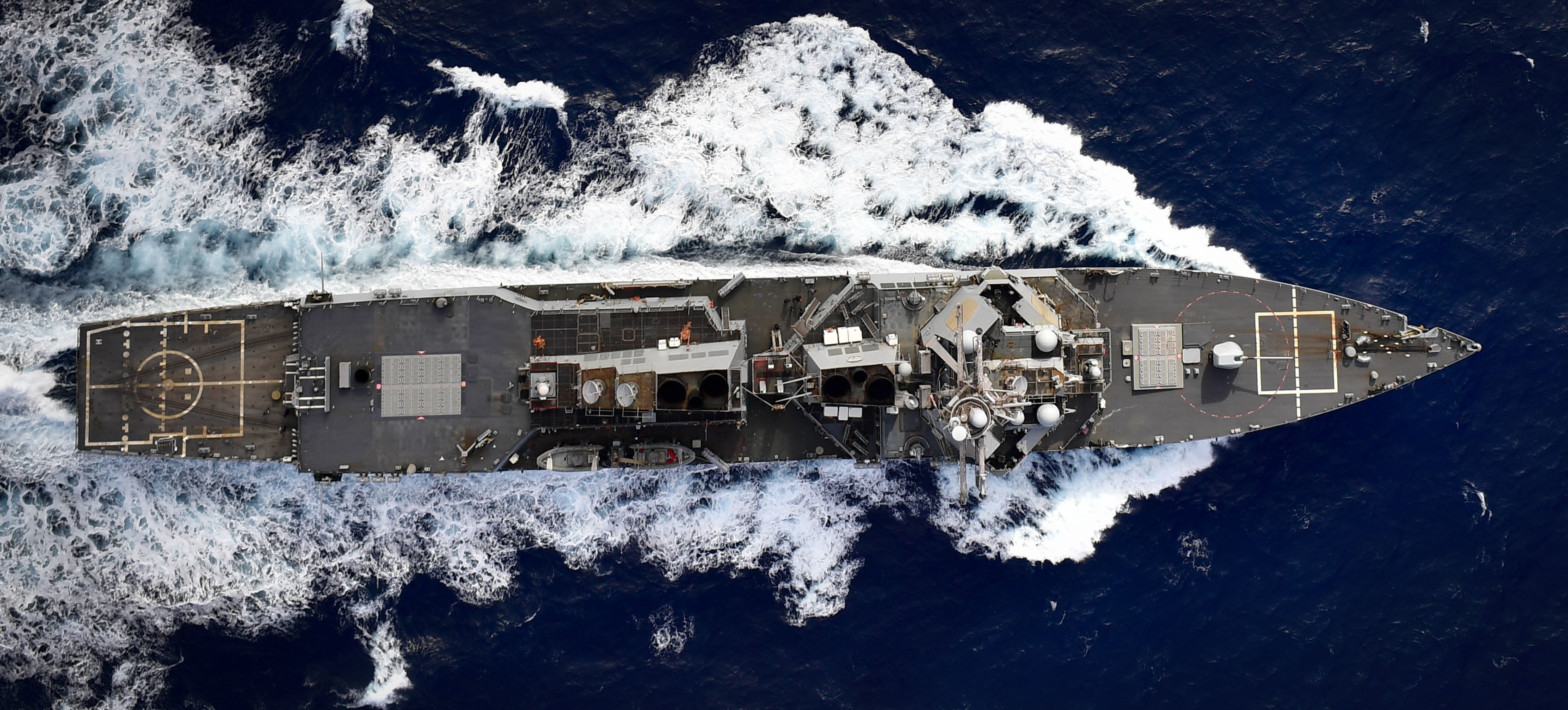
Vista aérea del USS Oscar Austin (DDG-79), año 2017.

Construido por el Bath Iron Works, fue colocada su quilla en 1997, fue botado en 1998 y asignado en agosto de 2000. 